# Герб комуни Партілле

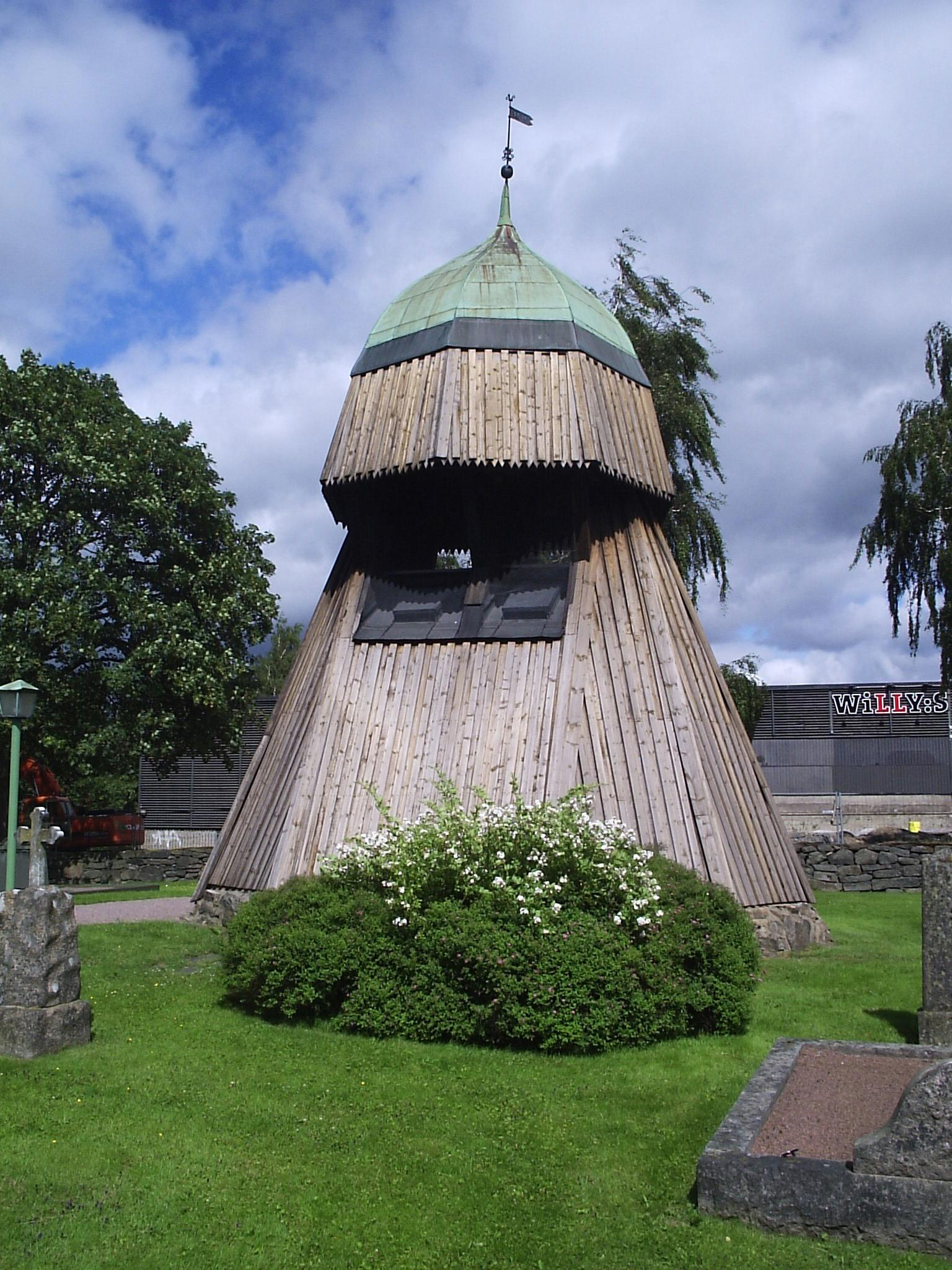
Церковна дзвіниця в Партілле

Герб комуни Партілле (швед. Partille kommunvapen) — символ шведської адміністративно-територіальної одиниці місцевого самоврядування комуни Партілле.

## Історія
Цей герб отримав королівське затвердження 1963 року як символ ландскомуни Партілле. 
Після адміністративно-територіальної реформи, проведеної в Швеції на початку 1970-х років, муніципальні герби стали використовуватися лишень комунами. Тому з 1971 року цей герб представляє комуну Партілле. Його офіційно зареєстровано 1974 року.

## Опис (блазон)
Щит перетятий, у верхньому синьому полі золота дзвіниця, у нижньому золотому — синє хвилясте вістря, обабіч якого по синій мушлі.

## Зміст
Дзвіниця церкви в Партілле є архітектурною пам'яткою XVІІ століття. Нижнє поле герба з мушлями походить із символа місцевої родини Сандбергів. Давид аф Сандберг був зокрема керівником Шведської Ост-Індійської компанії. 